# Žanna Juškāne
Žanna Juškāne (Rēzekne, 5 oktober 1989) is een Lets biatlete. Ze nam twee keer deel aan de Olympische winterspelen.

## Carrière
Žanna Juškāne maakte haar debuut in de wereldbeker tijdens de estafette in het seizoen 2007/2008 in Hochfilzen. In 2010 nam Juškāne een eerste keer deel aan de Olympische winterspelen. Ze eindigde 79e in de sprint en 84e op de 15 km individueel. Aan de zijde van Madara Līduma, Liga Glazere en Gerda Krumina eindigde Juškāne op de 19e en laatste plaats in het estafette.  
Tijdens het seizoen 2013/2014 eindigde ze 73e in het eindklassement van de wereldbeker in de sprint. In de algemene eindstand eindigde ze op de 85e plaats. In 2014 nam Juškāne deel aan de Olympische winterspelen in Sotsji. Ze eindigde 79e in de sprint, op de 15 km individueel haalde ze de finish niet.

## Resultaten

### Olympische Winterspelen
| Jaar | Plaats    | Onderdeel   | Onderdeel | Onderdeel     | Onderdeel  | Onderdeel | Onderdeel          |
| Jaar | Plaats    | Individueel | Sprint    | Achtervolging | Massastart | Estafette | Gemengde estafette |
| ---- | --------- | ----------- | --------- | ------------- | ---------- | --------- | ------------------ |
| 2010 | Vancouver | 83e         | 78e       | –             | –          | 18e       |                    |
| 2014 | Sotsji    | DNF         | 79e       | –             | –          | –         | –                  |

### Wereldkampioenschappen
| Jaar | Plaats            | Onderdeel                               | Onderdeel                               | Onderdeel                               | Onderdeel                               | Onderdeel                               | Onderdeel          |
| Jaar | Plaats            | Individueel                             | Sprint                                  | Achtervolging                           | Massastart                              | Estafette                               | Gemengde estafette |
| ---- | ----------------- | --------------------------------------- | --------------------------------------- | --------------------------------------- | --------------------------------------- | --------------------------------------- | ------------------ |
| 2008 | Östersund         | –                                       | 93e                                     | –                                       | –                                       | 20e                                     | –                  |
| 2009 | Pyeongchang       | 97e                                     | 94e                                     | –                                       | –                                       | 20e                                     | –                  |
| 2010 | Chanty-Mansiejsk  | Niet gehouden vanwege Olympische Spelen | Niet gehouden vanwege Olympische Spelen | Niet gehouden vanwege Olympische Spelen | Niet gehouden vanwege Olympische Spelen | Niet gehouden vanwege Olympische Spelen | –                  |
| 2011 | Chanty-Mansiejsk  | 79e                                     | 77e                                     | –                                       | –                                       | –                                       | 17e                |
| 2012 | Ruhpolding        | 89e                                     | 72e                                     | –                                       | –                                       | 26e                                     | 23e                |
| 2013 | Nové Město        | 86e                                     | 90e                                     | –                                       | –                                       | –                                       | 23e                |
| 2015 | Kontiolahti       | –                                       | –                                       | –                                       | –                                       | –                                       | –                  |
| 2016 | Oslo Holmenkollen | 85e                                     | 95e                                     | –                                       | –                                       | –                                       | 25e                |
| 2017 | Hochfilzen        | 95e                                     | 95e                                     | –                                       | –                                       | –                                       | 25e                |

### Wereldkampioenschappen junioren
| Jaar | Plaats | Onderdeel   | Onderdeel | Onderdeel     | Onderdeel |
| Jaar | Plaats | Individueel | Sprint    | Achtervolging | Estafette |
| ---- | ------ | ----------- | --------- | ------------- | --------- |
| 2010 | Torsby | 16e         | 21e       | 24e           | –         |

### Wereldbeker
Eindklasseringen
| Seizoen   | Algemeen | Individueel | Sprint | Achtervolging | Massastart |
| --------- | -------- | ----------- | ------ | ------------- | ---------- |
| 2008/2009 | –        | –           | –      | –             | –          |
| 2009/2010 | –        | –           | –      | –             | –          |
| 2010/2011 | –        | –           | –      | –             | –          |
| 2011/2012 | –        | –           | –      | –             | –          |
| 2012/2013 | –        | –           | –      | –             | –          |
| 2013/2014 | 85e      | –           | 72e    | –             | –          |
| 2014/2015 | –        | –           | –      | –             | –          |
| 2015/2016 | –        | –           | –      | –             | –          |
| 2016/2017 | –        | –           | –      | –             | –          |